# 林かづき
林 かづき（はやし かづき、1970年10月3日 - ）は、日本の元AV女優。
神奈川県出身。身長：166cm。スリーサイズ：B83・W56・H85。血液型：O型。

## 活動
- 1990年にAVデビューしている。

## 人物
- 趣味：水泳、サーフィン
- イケイケギャル系の女優として90年代初めに人気になったAV女優の1人である。
- テレビにも「EXテレビ」 （日本テレビ系、讀賣テレビ放送製作）に出演していた（AV女優の座談会で他のAV女優と出演している）。
- 豊丸がクラブのママをしていた六本木のクラブに他のAV女優と働いていた。
- 一度引退した後1994年に復帰している。

## 作品

### アダルトビデオ
1989年
- クラスメイト 下着の秘密 林かづき・木田彩水（1989年7月30日、サクセス・ビデオ・コミュニティー）＊イメージビデオ

1990年
- 宇宙企画のスーパー・ランジェリー 6（1990年2月1日、英知出版）
- そんな目でみないで（1990年2月25日、宇宙企画）
- 吸淫スキャンダル 秘所がやったことです（1990年3月2日、VIP）
- しっかり見ててアァーン（1990年4月5日、クリスタル映像）
- かづきの卒業ヌキヌキ旅行（1990年4月20日、大陸書房）
- 妹の下着 3（1990年4月21日、KUKI）
- 看護婦の下着 樹まり子・林かづき・岡田優奈（1990年5月25日、二見書房）
- なんてったってアナドル（1990年6月8日、株式会社ロコ）
- 無邪気な腰つき（1990年6月25日、VIP）
- 狙われた制服 林かづき・嶋ひろみ・岡田優奈（1990年6月30日、サクセス・ビデオ・コミュニティー）
- マラカス（1990年7月1日、ジャパンホームビデオ）
- テレクラ遊び秘密のぬめり（1990年7月、二見書房）
- 私が本命（1990年8月4日、コロナ社）
- あなたとしたい（1990年8月24日、アテナ）
- VIPスペシャル 2 100％純生スーパーアイドル 美穂由紀 林かづき 中原絵美（1990年10月19日、VIP 7B-077）全3名
- 上にまいります・私もエレベーターガール 2（1990年10月23日、シェール）
- とびっきりかづき（1990年11月21日、シャイ企画）
- 姉妹天国 危機七発（1990年12月1日、VIP）＊オムニバス
- イカすフェチ天国 2 海綿体大好き!（1990年、新東宝）
- くちびるから眉液（1990年、エル）
- ウエット・ドリーム（1990年、宇宙企画）
- 発情活動（1990年、シェール）
- 失神カルテ 2（1990年、KUKI）
- 蜜まみれの桃の裂けめ 林かづき・後藤えり子（1990年、AGA）
- 口内にイチモツ（1990年、VIP）
- セクシーカーニバル イン シャイ（1990年、シャイ企画）＊オムニバス
- ダイハード・林かづき SEXダイナマイト（1990年、コロナ社）
- ムーンライトバニー 8（1990年、せいふく舎）
- キューティースター 林かづき レイプ願望（1990年、ステラ）
- 逆ソープ授業中　進路指導は泡マットの上で! 林かづき・麗華・森山愛里（1990年、二見書房）
- SEX中毒 ラリるレロレロ（1990年、クリスタル映像）
- 抱いて（1990年、クリスタル映像）
- ブリリアントにトロけたい（1990年、ジェット）

1991年
- 毎日が初体験（1991年1月30日、ヴェスコインターナショナル）
- 先生のワイセツ日記 五島めぐ・中原絵美・林かづき（1991年1月、笠倉出版社）
- ベストAVギャル'91 10人の女神うずく!（1991年2月8日、大陸書房 PV-1717）＊オムニバス 全10名
- 朝まで生ビデオPART2 絶叫! アクメ合唱団（1991年、株式会社ロコ）
- プライベート・ツアー　ーいい旅、いってきますー（1991年、アイディ出版）
- かづきの蜜の味（1991年、アダムズ）
- Ganjaの患者　かづきの青筋体験（1991年、アライコーポレーション）

1993年
- AVギャル烈伝 3（1993年7月22日、VHS　笠倉出版社）全28名
- スキャンダラスな女優たち（1993年12月10日、VIP）＊オムニバス

1994年
- 好色バスガイド　朝まで発射オーライ!（1994年2月27日、ミス・クリスティーヌ）＊AV復帰第一弾
- 大きな亀にお祈りを スペルマの洗礼（1994年4月5日、ミス・クリスティーヌ）

2004年以降
- 宇宙企画Classic（2004年9月、宇宙企画）DVD
- 宇宙企画Classic SECOND SEASON（2004年9月、宇宙企画）DVD
- DECADE 林かづき（2005年4月22日、ピエロ）DVD
- Legend Special 80 林かづき（2013年9月23日、エー・エス・ジェイ）DVD ＊「私が本命」「ダイハード・林かづき SEXダイナマイト」「キューティースター 林かづき レイプ願望」を収録

発売日不明
- お願い疼きを… と・め・て（TIME ARROW）
- 埋女隊見参! 林かづき・沢本ゆう美・室生桜子（DOG BULL）
- あふれて濡れて（ネクサス・ジャパン）
- 一発仕事人（M&Aカンパニー）
- おとこの遊艶地 17 林かづき 三浦桃子 七瀬まみ（リイド社）

### 映画
- 女子大生 監禁調教（1991年5月31日公開、エクセス）監督：珠瑠美 - 主演　 - 1996年「ダブル監禁 牝調教」に改題し、リバイバル公開 [1] [2]
- 高級ソープテクニック 快感天国（1993年4月23日公開、新東宝）監督：鈴木敬晴 [3]

### カセット
- マドンナメイトカセット　林かづき 今夜はSMチック（1990年10月25日、二見書房）

## 書籍

### 写真集
- 微少女倶楽部 9 林かづき写真集 微熱MIND（1990年4月20日、大陸書房）
- ニューアイドル写真集 林かづき 半分少女（1990年6月23日、ピラミッド社）ISBN 9784803329308
- マドンナメイト写真集 林かづき（1990年11月25日、マドンナ社）ISBN 9784576901312

### コミック
- AVギャル初体験物語(2) 林かづき 五島めぐ 早瀬理沙 田中露央沙 桜樹ルイ 寺崎泉（著者:葉月かずお）（1991年4月10日、日本文華社）ISBN 9784821193356 全6名